# Pieter Snayers
Pieter či Peter Snayers (1592, Antverpy – 1666/1667, Brusel) byl vlámský barokní malíř, který je proslavený malířským vyobrazením bitev hlavně z třicetileté války.

## Život
Pieter Snayers se narodil v Antverpách, kde studoval u Sebastiana Vrancxe. Později přešel do Bruselu, kde působil pro arcivévodkyni Isabelu a pro kardinála Ferdinanda Habsburského a Leopolda I. Viléma, pro něhož maloval tapiserie s výjevy z bitev. Během své kariéry spolupracoval například s Rubensem například při tvorbě děl – jakým byl Život Jindřicha IV., který nebyl nikdy dokončen. Zemřel v Bruselu roku 1666 či 1667.
Tvořil hlavně bitevní výjevy, portréty bruselské šlechty a krajiny. Jeho nejznámějším žákem byl Adam Frans van der Meulen.
Jeho bitevní výjevy jsou po topografické stránce velice přesné. Své malby dotáhl na rozdíl od svého učitele Vrancxe k větší dokonalosti.

## Galerie

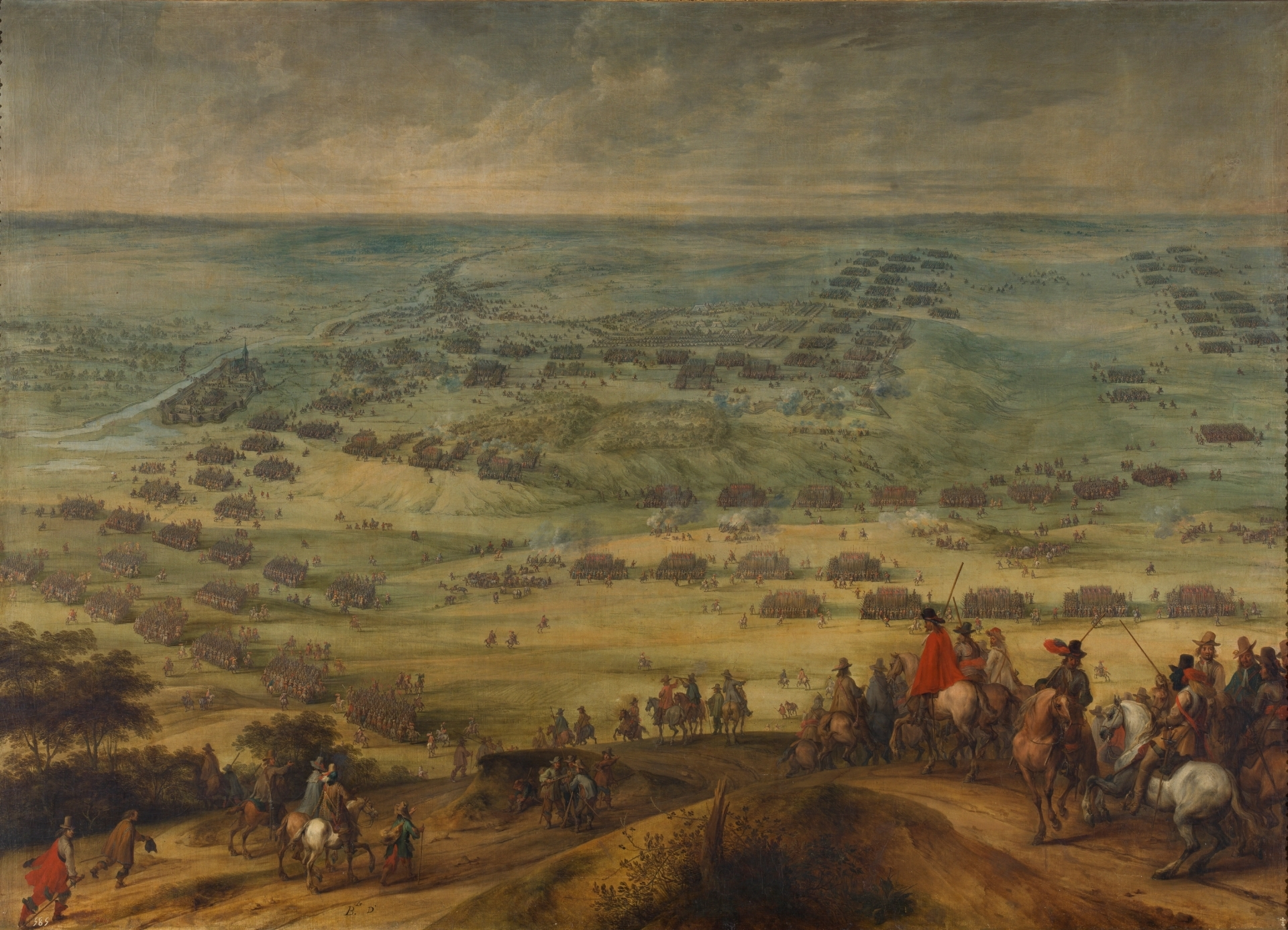
Obležení 's-Hertogenboschu
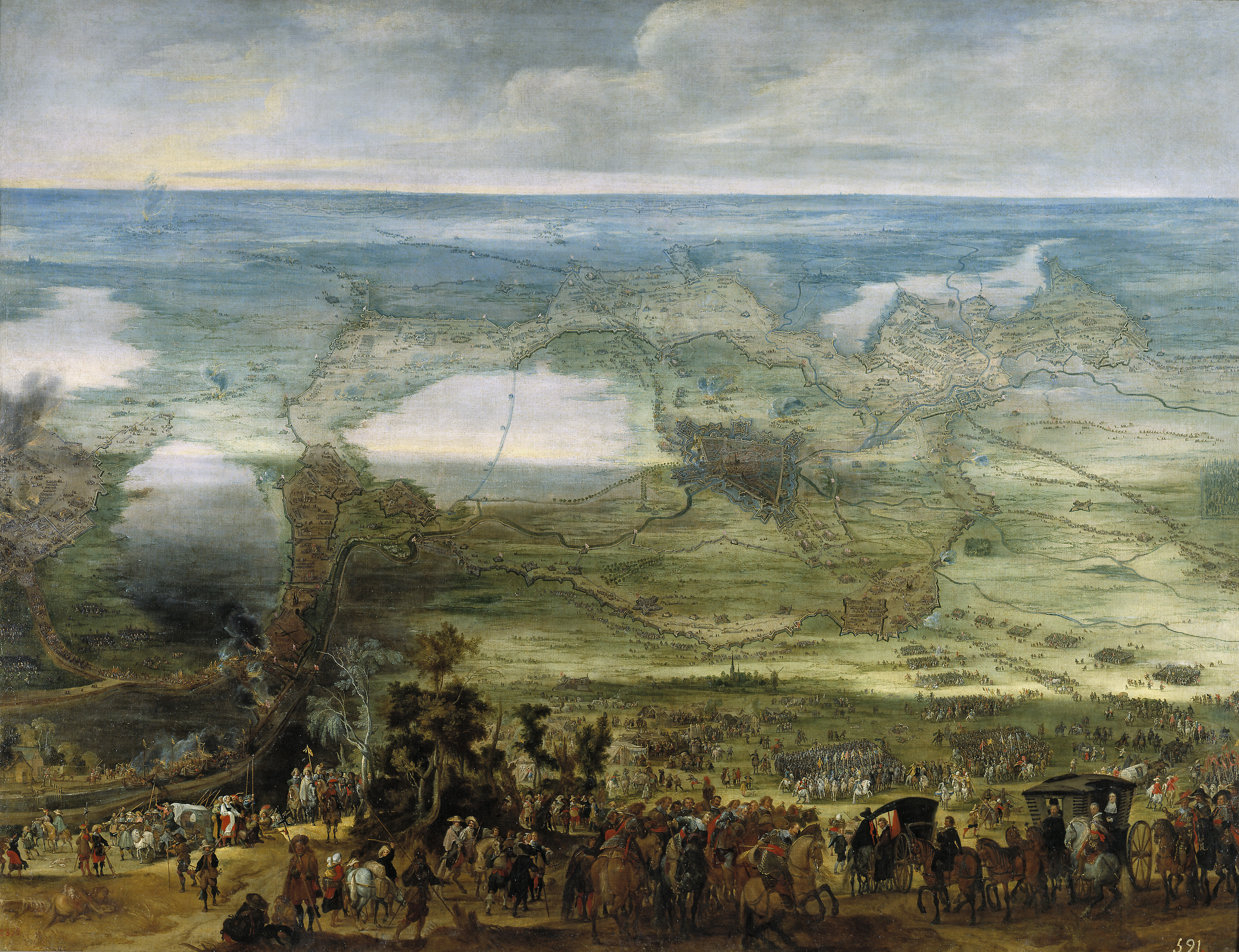
Obležení Bredy
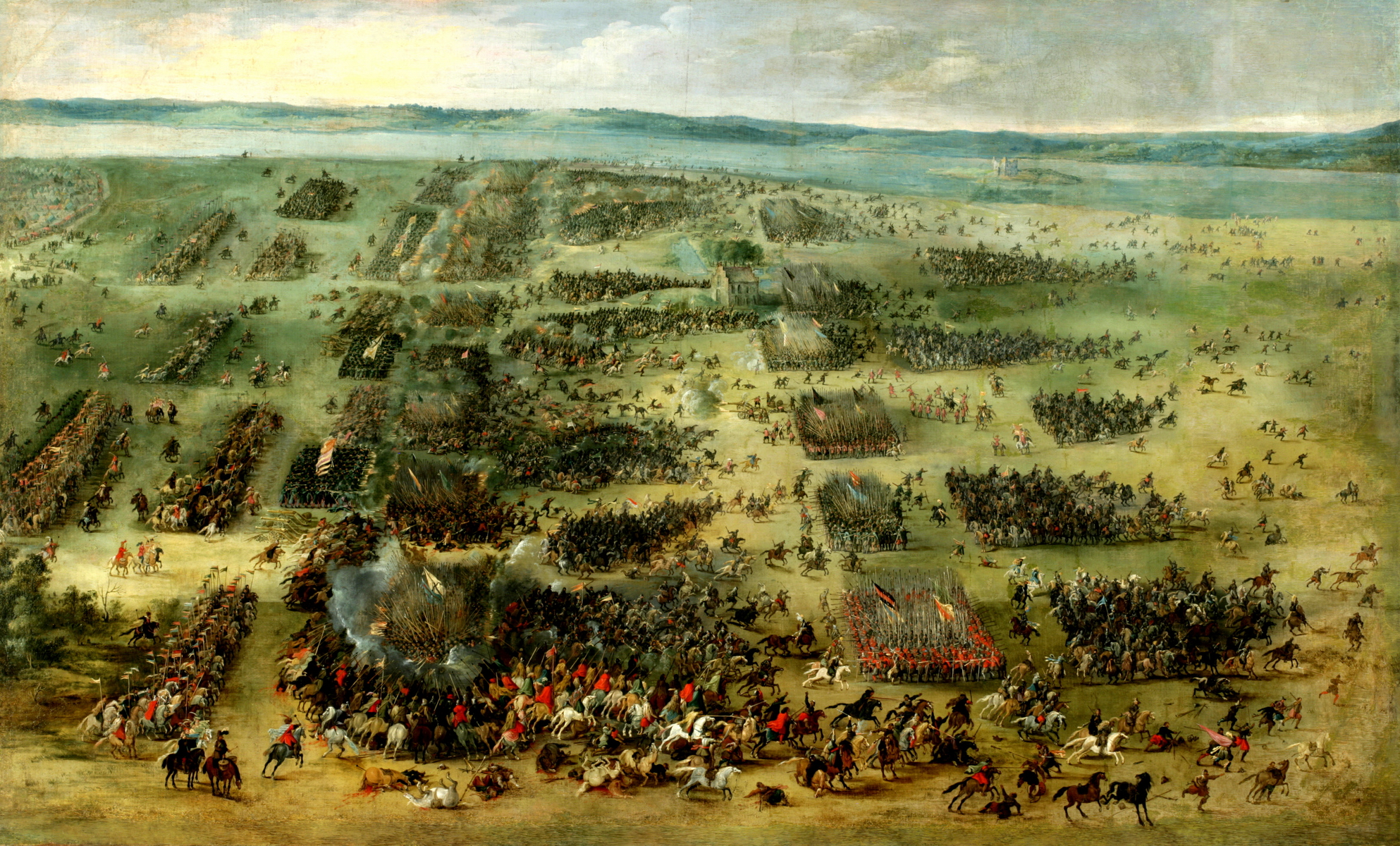
Bitva u Kircholmu
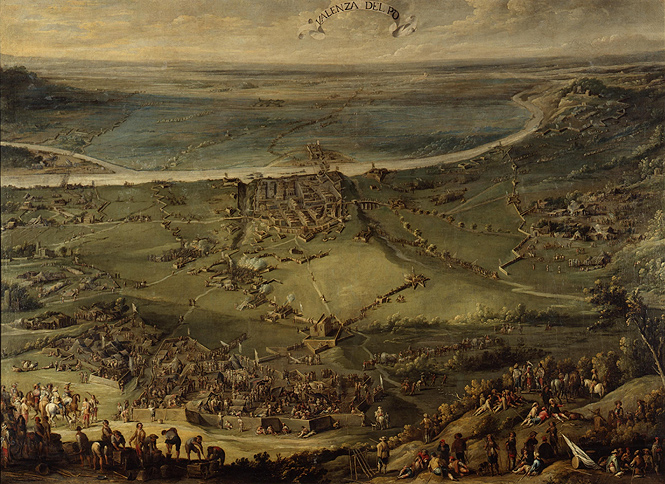
Obležení Valenzy
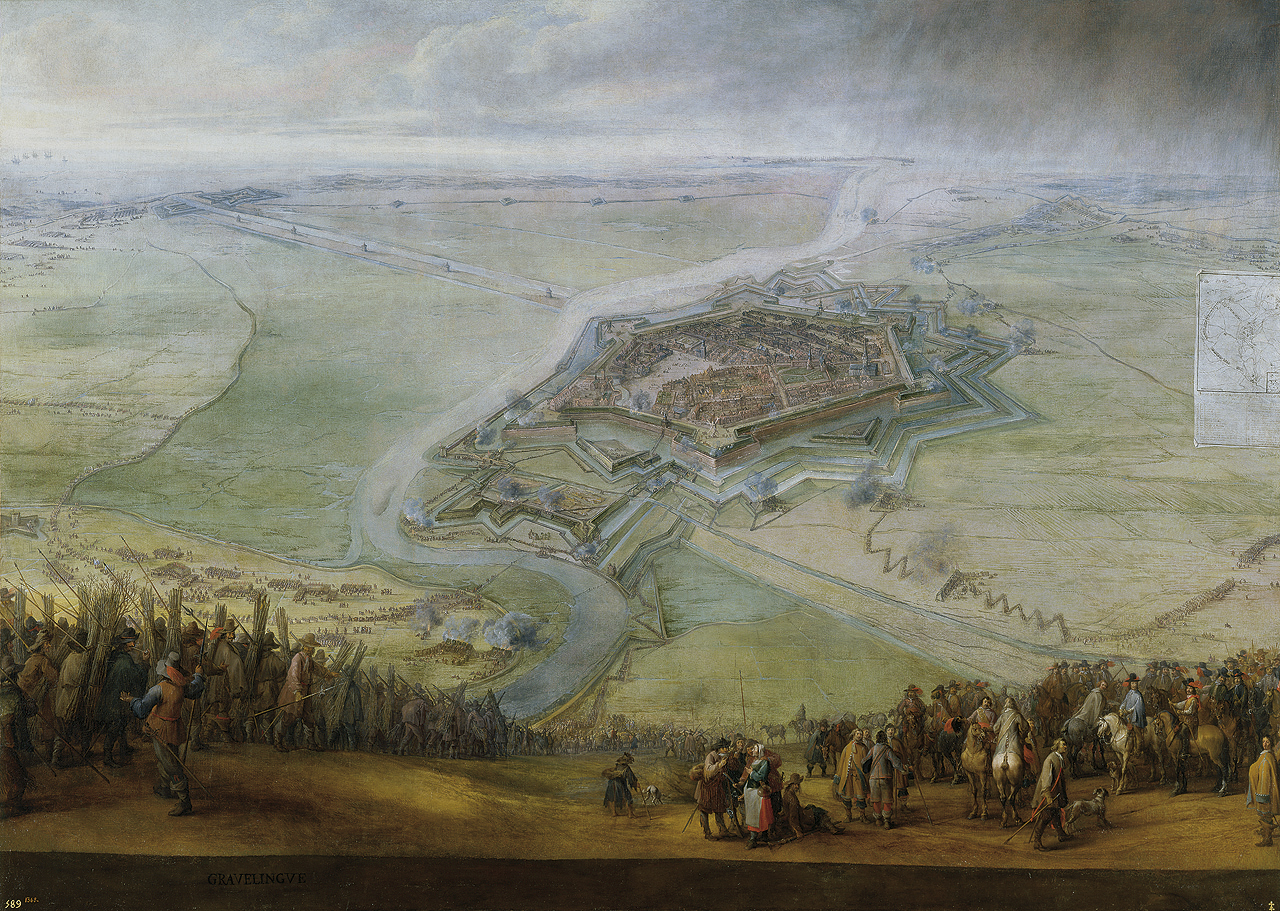
Bitva u Gravelines
Bitva na Bílé hoře
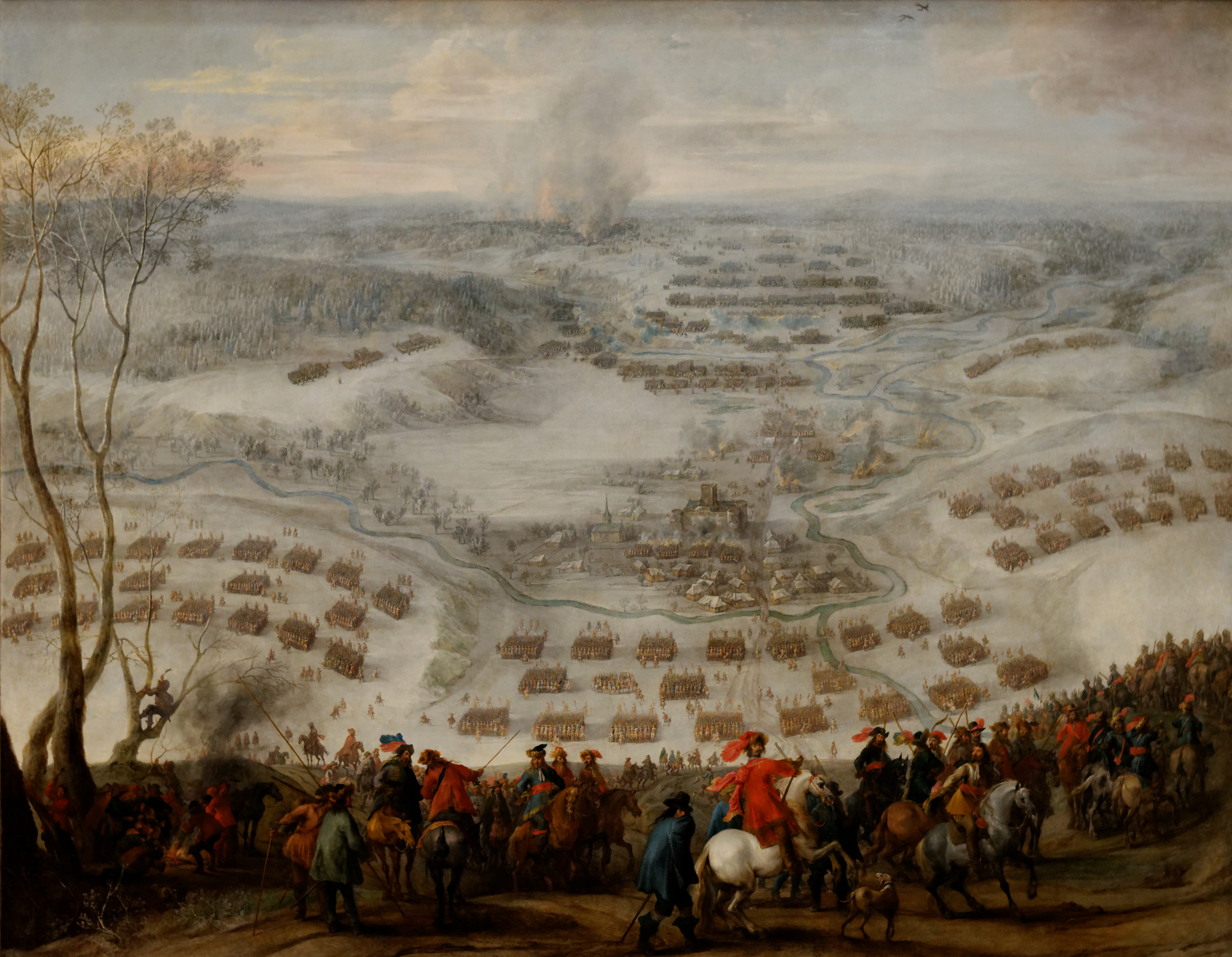
Bitva u Přísečnice
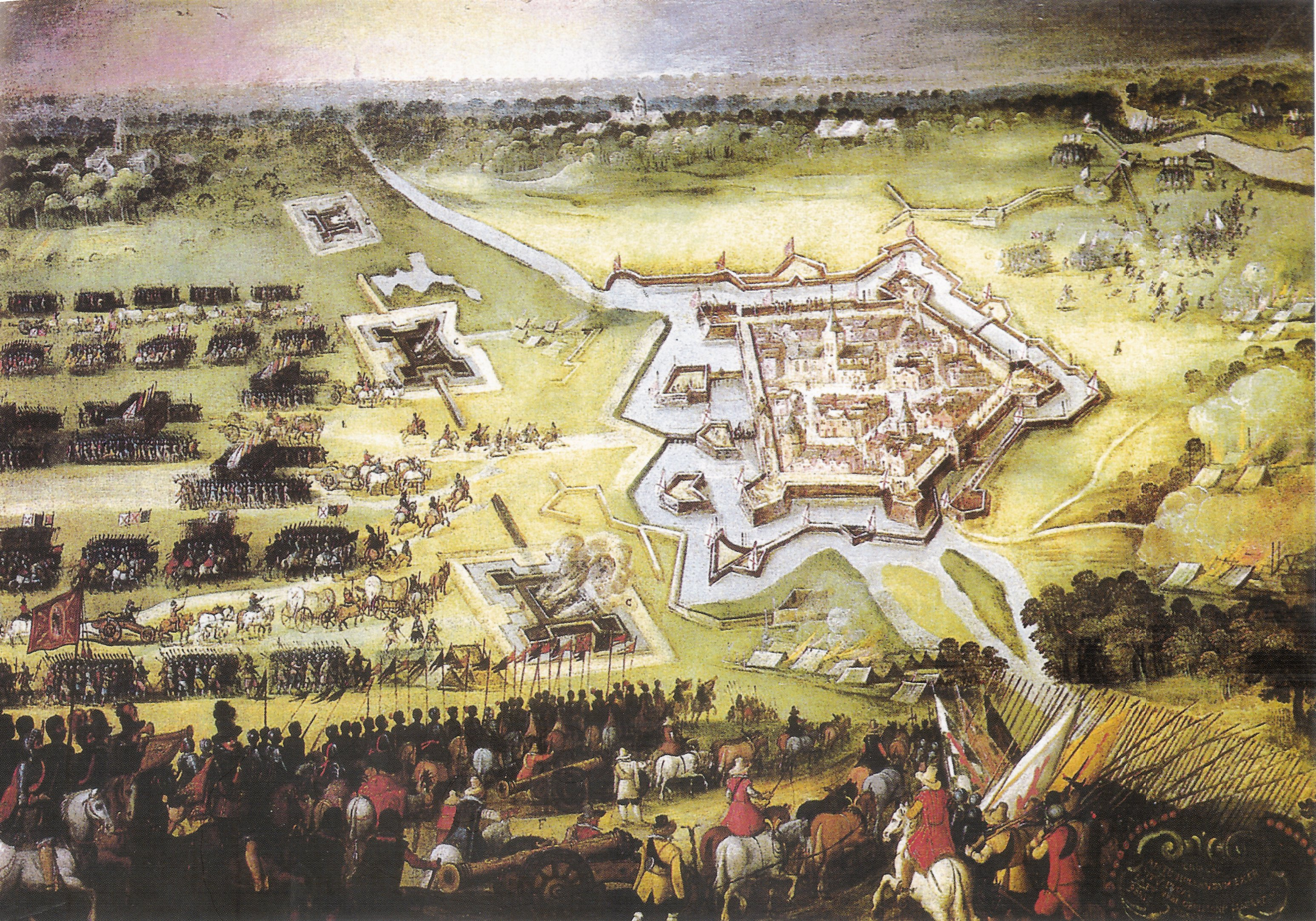
Obležení Groenlo
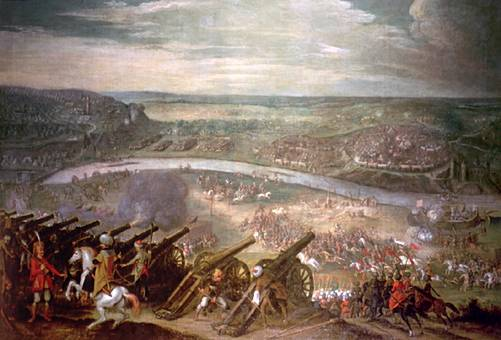
První obléhání Vídně
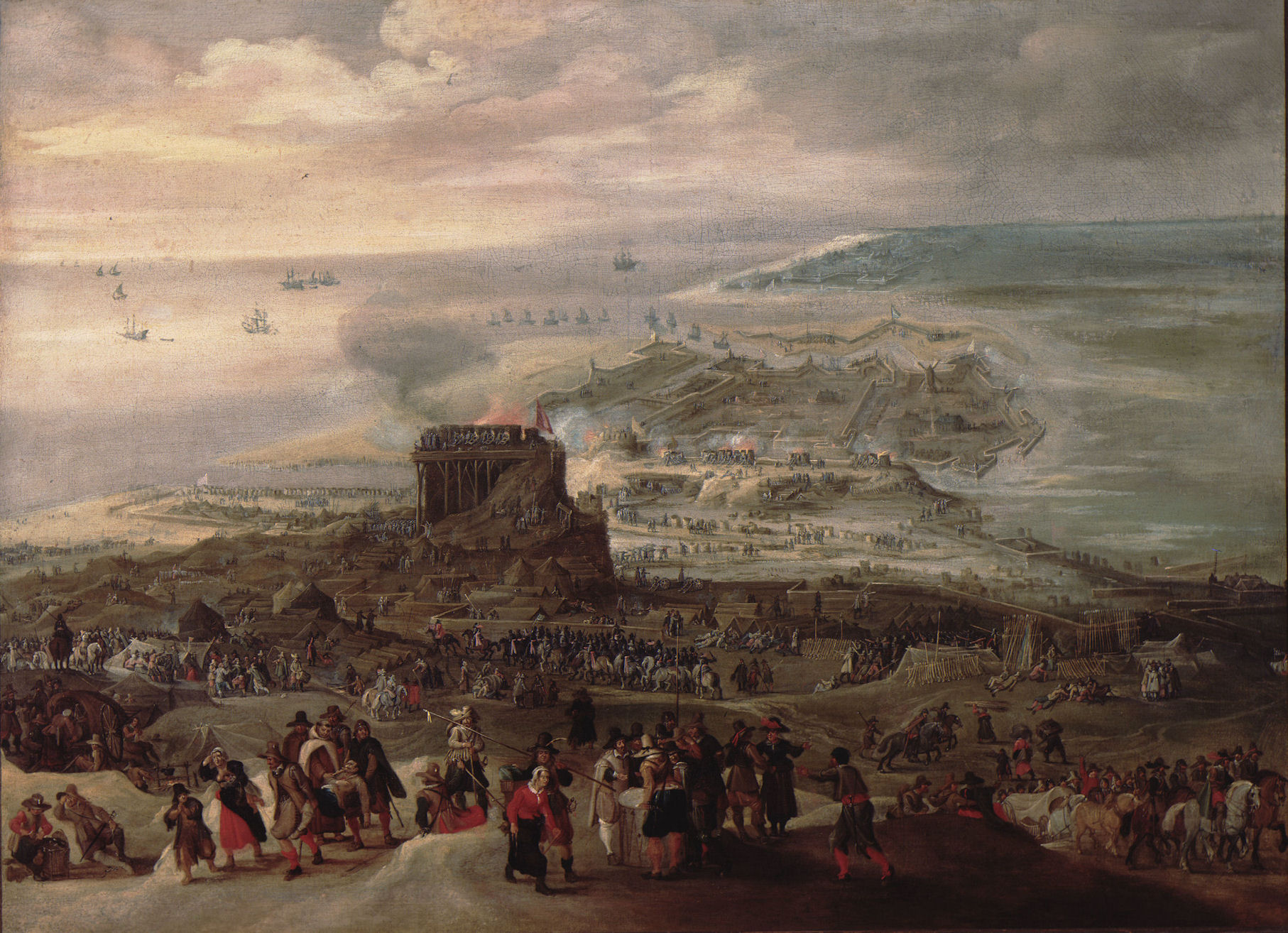
Obléhání Ostende